# 563. Grenadier-Division
La 563. Grenadier-Division, poi 563. Volks-Grenadier-Division, fu una divisione di fanteria dello Heer della Germania nazista. Creata in piena seconda guerra mondiale nell'agosto 1944, la divisione venne schierata nel settore settentrionale del fronte orientale affrontando gli assalti portati dall'Armata Rossa sovietica in Estonia. Intrappolata con altre forze tedesche nella sacca di Curlandia, capitolò infine nelle mani dei sovietici al termine delle ostilità il 9 maggio del 1945.

## Storia
L'unità venne creata, inizialmente con la designazione di Grenadier-Lehr-Division (letteramente "Divisione addestramento granatieri") il 3 agosto 1944 nel campo di addestramento di Döberitz nella Germania orientale, in vista di un suo schieramento nell'area delle isole del Golfo di Finlandia; l'organico della divisione comprendeva tre reggimenti di fanteria e uno d'artiglieria oltre a unità di appoggio e servizi. La divisione cambiò poi nome in 563. Grenadier-Division il successivo 17 agosto.
A seguito dell'uscita della Finlandia dal conflitto la divisione venne dirottata al settore settentrionale del fronte orientale, venendo trasferita via mare a Reval il 3 settembre 1944 ed entrando in forza all'Heeresgruppe Nord lungo il fronte nel nord-est dell'Estonia. Dalla metà di settembre la divisione affrontò le truppe sovietiche in combattimenti difensivi nell'area compresa tra il Lago dei Ciudi, ritirandosi poi in direzione di Riga; costretta a lasciare la città sotto i colpi delle offensive sovietiche, l'unità si ritirò ulteriormente verso ovest raggiungendo Vaiņode nella Curlandia meridionale. Dal 9 ottobre 1944 la divisione, schierata in forza alla 16. Armee, assunse la designazione di 563. Volks-Grenadier-Division.
Intrappolata con altre forze tedesche nella cosiddetta sacca di Curlandia la divisione, ora parte della 18. Armee, sostenne combattimenti difensivi contro i sovietici a sud di Skrunda e nell'area di Kazdanga. All'inizio di maggio 1945, con la capitolazione generale delle forze tedesche, i resti della divisione furono infine fatti prigionieri dai sovietici nell'area di Liepāja.

## Ordine di battaglia
- Grenadier-Regiment 1147
- Grenadier-Regiment 1148
- Grenadier-Regiment 1149
- Artillerie-Regiment 1563
- Divisionseinheiten 1563
- Panzerjäger-Abt. 1563
- Div.-Nachrichten-Abt. 1563
- Pionier-Bataillon 1563
- Versorgungs-Rgt. 1563

## Comandanti
- Generalmajor Ferdinand Brühl (9 ottobre 1944 - 25 febbraio 1945)
- Generalmajor Werner Naumann (25 febbraio - 9 maggio 1945)